# Danh sách phố ma tại Arizona
Đây là danh sách chưa hoàn chỉnh các phố ma tại tiểu bang Arizona của Hoa Kỳ. Đa số các phố ma tại Arizona trước đây là những thị trấn khai mỏ rất phát triển. Chúng bị bỏ hoang sau đó khi các hầm mỏ đóng cửa. Những nơi không phải là các thị trấn khai mỏ thì trước đây từng là những nơi có các nhà máy tinh chế hay điểm vận chuyển cho các hoạt động khai mỏ trong vùng lân cận.

### Danh sách
| Tên thị trấn        | Tên khác                          | Quận       | Định cư        | Bỏ hoang        | Hiện trạng       | Ghi chú                                                     |  |
| ------------------- | --------------------------------- | ---------- | -------------- | --------------- | ---------------- | ----------------------------------------------------------- |  |
| Adamana             |                                   | Apache     | 1896           |                 | bán-hoang phế    |                                                             |  |
| Agua Caliente       |                                   | Maricopa   |                |                 |                  |                                                             |  |
| Alamo Crossing      | Alimo                             | Mohave     | 1899           | 1918            | Nơi khô cằn      | Chìm dưới hồ Alamo Lake.                                    |  |
| Alexandra           |                                   | Yavapai    | 1875           | khoảng năm 1903 | Khu khô cằn      |                                                             |  |
| Algert              |                                   | Coconino   |                |                 |                  |                                                             |  |
| Allen               |                                   | Pima       | khoảng 1880    | khoảng 1886     | Khu khô cằn      |                                                             |  |
| Alma                |                                   | Maricopa   |                |                 |                  |                                                             |  |
| Alto                |                                   | Santa Cruz |                |                 |                  |                                                             |  |
| American Flag       |                                   | Pinal      | khoảng 1879    | khoảng 1884     |                  |                                                             |  |
| Angel Camp          |                                   | Maricopa   |                |                 |                  |                                                             |  |
| Aravaipa            |                                   | Graham     |                |                 |                  |                                                             |  |
| Aubrey Landing      |                                   | Mohave     | khoảng 1860    | khoảng 1886     | Khu khô cằn      |                                                             |  |
| Aura                |                                   | Graham     | 1899           |                 |                  |                                                             |  |
| Aztec               |                                   | Yuma       |                |                 |                  |                                                             |  |
| Bellevue            |                                   | Gila       | 1906           | 1927            | Khu bỏ hoang     |                                                             |  |
| Big Bug             |                                   | Yavapai    | 1862           | khoảng 1910     | Khu khô cằn      |                                                             |  |
| Black Diamond       |                                   | Cochise    |                |                 |                  |                                                             |  |
| Bradshaw City       |                                   | Yavapai    | khoảng 1860    | khoảng 1880     | Nơi khô cằn      |                                                             |  |
| Bumble Bee          |                                   | Yavapai    | 1863           |                 | Nơi bán-bỏ hoang | Cá nhân làm chủ, chỉ có vài người ở.                        |  |
| Calabasas           | Calabazas                         | Santa Cruz | 1866           | 1913            | Nơi bỏ hoang     |                                                             |  |
| Canelo              |                                   | Santa Cruz |                |                 |                  |                                                             |  |
| Canyon Diablo       |                                   | Coconino   | 1882           |                 |                  |                                                             |  |
| Cascabel            |                                   | Cochise    |                |                 |                  |                                                             |  |
| Castle Dome         |                                   | Yuma       | 1869           | 1876            | Nơi lịch sử      | Nơi có Bảo tàng Hầm mỏ Castle Dome.                         |  |
| Castle Dome Landing | Thành phố Castle Dome             | Yuma       | 1869           | 1884            | Nơi khô cằn      | Nằm dưới Hồ Martinez.                                       |  |
| Charleston          |                                   | Cochise    | 1879           | 1888            | Nơi bị quên lãng | Cục Quản lý Đất đai Hoa Kỳ bảo trì.                         |  |
| Cherry              |                                   | Yavapai    | 1884           | 1943            | Nơi bán-bỏ hoang |                                                             |  |
| Chloride            |                                   | Mohave     | 1863           |                 |                  |                                                             |  |
| Clemenceau          |                                   | Yavapai    | 1917           |                 | Nơi lịch sử      | Nay là một phần của Cottonwood, Arizona                     |  |
| Cochise             |                                   | Cochise    |                |                 |                  |                                                             |  |
| Cochran             |                                   | Pinal      | 1905           | 1915            |                  |                                                             |  |
| Contention City     | Contention                        | Cochise    | 1880           | 1888            | Nơi bị quên lãng | Cục Quản lý Đất đai Hoa Kỳ bảo trì.                         |  |
| Copper Creek        |                                   | Pinal      | thập niên 1880 | 1942            | Nơi bị quên lãng |                                                             |  |
| Cordes              | Antelope Junction                 | Yavapai    | 1883           | thập niên 1950  | Nơi bán-bỏ hoang |                                                             |  |
| Courtland           |                                   | Cochise    | 1909           | 1942            | Nơi bỏ hoang     |                                                             |  |
| Crown King          |                                   | Yavapai    | 1888           | 1954            | Nơi bán-bỏ hoang |                                                             |  |
| Duquesne            |                                   | Santa Cruz | thập niên 1880 | thập niên 1920  | Nơi bán-bỏ hoang |                                                             |  |
| Ehrenberg           |                                   | La Paz     | thập niên 1870 | 1915            | Nơi bị quên lãng |                                                             |  |
| Fairbank            | Junction City, Kendall, Fairbanks | Cochise    | 1883           | thập niên 1970  | Nơi bỏ hoang     | Cục Quản lý Đất đai Hoa Kỳ bảo trì.                         |  |
| Galeyville          |                                   | Cochise    | 1881           | 1882            | Nơi khô cằn      |                                                             |  |
| Geronimo            |                                   | Graham     |                |                 |                  |                                                             |  |
| Gleeson             | Turquoise                         | Cochise    | 1890           | 1940            | Nơi bán-bỏ hoang |                                                             |  |
| Goldroad            | Acme                              | Mohave     | 1902           | 1942            | Nơi bị quên lãng |                                                             |  |
| Harshaw             | Durazno                           | Santa Cruz | 1880           | 1960            | Nơi bán-bỏ hoang |                                                             |  |
| Helvetia            |                                   | Pima       | 1891           |                 |                  |                                                             |  |
| Hilltop             |                                   | Cochise    | thập niên 1880 | thập niên 1940  | Nơi bị quên lãng |                                                             |  |
| Hyder               |                                   | Yuma       |                |                 |                  |                                                             |  |
| Jerome Junction     |                                   | Yavapai    | 1894           |                 |                  |                                                             |  |
| Johnson             |                                   | Cochise    |                |                 |                  |                                                             |  |
| Kentucky Camp       |                                   | Pima       | 1874           |                 | Nơi lịch sử      | Sở Rừng Hoa Kỳ bảo trì                                      |  |
| Kofa                |                                   | Yuma       |                |                 |                  |                                                             |  |
| La Paz              |                                   | La Paz     | 1862           |                 | Nơi bị quên lãng |                                                             |  |
| Millville           |                                   | Cochise    |                |                 |                  |                                                             |  |
| Mohave City         | Mojave City                       | Mohave     | 1863           | 1938            | Nơi khô cằn      | Bị nhập vào Khu dành riêng cho người bản thổ Mỹ Đồn Mojave. |  |
| Mowry               |                                   | Santa Cruz |                |                 |                  |                                                             |  |
| Oatman              |                                   | Mohave     | 1902           |                 | Nơi lịch sử      |                                                             |  |
| Oro Blanco          |                                   | Santa Cruz | 1873           | 1915            | Nơi bị quên lãng |                                                             |  |
| Paradise            |                                   | Cochise    | 1901           | 1943            | Nơi khô cằn      |                                                             |  |
| Piedmont            |                                   | Yavapai    |                |                 |                  |                                                             |  |
| Pinal City          |                                   | Pinal      |                |                 |                  |                                                             |  |
| Ray                 |                                   | Pinal      |                |                 |                  |                                                             |  |
| Redington           |                                   | Pima       | 1875           |                 |                  |                                                             |  |
| Reymert             |                                   | Pinal      |                |                 |                  |                                                             |  |
| Ruby                | Montana Camp                      | Santa Cruz | thập niên 1870 | 1941            | Nơi lịch sử      |                                                             |  |
| Salero              |                                   | Santa Cruz |                |                 |                  |                                                             |  |
| Santa Claus         | Santa Claus Acres                 | Mohave     | 1937           |                 |                  |                                                             |  |
| Sasco               |                                   | Pinal      | 1907           | thập niên 1920  | Nơi bị quên lãng |                                                             |  |
| Signal              |                                   | Cochise    |                |                 |                  |                                                             |  |
| Spenazuma           |                                   | Graham     | 1898           | 1899            | Nơi khô cằn      |                                                             |  |
| Stanton             | Antelope Station                  | Yavapai    |                |                 | Nơi lịch sử      | Hội Khai mỏ Lost Dutchman bảo trì và làm chủ                |  |
| Swansea             | Signal                            | La Paz     | 1908           | 1937            | Nơi bỏ hoang     | Cục Quản lý Đất đai Hoa Kỳ bảo trì.                         |  |
| Tiger               | Schultz                           | Pinal      | 1881           | 1954            | Nơi khô cằn      | Tất cả các cấu trúc đều bị san bằng                         |  |
| Tip Top             |                                   | Yavapai    | 1876           |                 |                  |                                                             |  |
| Total Wreck         |                                   | Pima       | 1875           |                 |                  |                                                             |  |
| Tres Alamos         |                                   | Cochise    | 1874           |                 |                  |                                                             |  |
| Vulture Mine        | Vulture City                      | Maricopa   | 1863           | 1942            | Nơi lịch sử      | Cá nhân làm chủ và dùng làm nơi hấp dẫn du khách            |  |
| Washington Camp     |                                   | Santa Cruz | thập niên 1880 | thập niên 1920  | Nơi bán-bỏ hoang |                                                             |  |
| Weaver              | Weaverville                       | Yavapai    | 1863           |                 | Nơi bị quên lãng |                                                             |  |
| Webb                |                                   | Cochise    |                |                 |                  |                                                             |  |
| White Hills         |                                   | Mohave     |                |                 |                  |                                                             |  |
| Wolf Hole           |                                   | Mohave     |                |                 |                  |                                                             |  |
| Zeniff              |                                   | Navajo     |                |                 |                  |                                                             |  |